# Juventud Sindical Peronista
La Juventud Sindical Peronista (JSP) es una agrupación política argentina ligada a los sindicatos peronistas y a las 62 Organizaciones. Fue creada por el sindicalista ortodoxo José Ignacio Rucci. La organización sigue vigente hasta la actualidad.

## Historia y origen
La Juventud Sindical Peronista fue una agrupación creada por el Secretario General de la CGT, José Ignacio Rucci, el 23 de febrero de 1973. La JSP tenía una fuerte raíz en el peronismo ortodoxo, pero también contaba con elementos de ultraderecha en sus filas, muchos de ellos provenientes de grupos ya existentes tales como la Concentración Nacional Universitaria (CNU), la Alianza Libertadora o la Agrupación 20 de noviembre de San Martín. La creación de la JSP fue una respuesta directa a la emergencia de la Juventud de Trabajadores Peronistas (JTP), organización esta última emergente de Montoneros. Se conformó en la órbita de los sindicatos, de forma simultánea a las experiencias de diferentes grupos que confluyeron en la Juventud Peronista (JP). Los jóvenes trabajadores que ingresaron a sus grupos se socializaron con la convicción de ser el “reaseguro doctrinario en el movimiento obrero” y estar preparando el “trasvasamiento generacional” dentro de las instituciones gremiales. Se sentían parte de un linaje que los definía como la “generación de los hijos de los trabajadores del 17 de octubre”, combatientes de una “revolución en paz”, forjadores de la “liberación de la Patria”. Durante sus primeros meses de vida, la agrupación se expande principalmente en la Ciudad y Provincia de Buenos Aires, zonas donde la densidad industrial y sindical es mayor. La Mesa Nacional de la JSP, de carácter provisorio, estaba integrada por dieciséis sindicatos que se dividían las ocho secretarías. La intención detrás de la creación de la JSP fue la de enfrentar la “infiltración de jóvenes fuertemente radicalizados en las distintas ramas que componen el Movimiento Justicialista”. La dirección de la JSP estaba en manos de dieciséis sindicatos de orientación claramente ortodoxa y anti-marxista. La organización tenía una fuerte presencia en los mismos y en la CGT. La JSP también tuvo un papel importante en la organización de la movilización del 20 de junio de 1973, en la que se produjo el enfrentamiento entre la izquierda peronista y la derecha peronista, que resultó en la muerte de varios militantes de izquierda. Estuvo involucrada en la formación de la Triple A, una organización paramilitar de extrema derecha que operó durante el gobierno justicialista y que fue responsable de numerosos asesinatos y desapariciones. También involucrada en la represión de la protesta estudiantil.